# Pavel Grigoryevich Antokolsky
Pavel Grigoryevich Antokolsky (tiếng Nga: Павел Григорьевич Антокольский; 1 tháng 7 năm 1896 – 9 tháng 10 năm 1978) là nhà văn, nhà thơ, dịch giả Nga và Xô Viết.

## Tiểu sử
Pavel Antokolsky sinh ở Sankt-Peterburg trong gia đình một luật sư. Từ bé đã rất say mê hội họa và đã trình bày một số cuốn sách của mình. Năm 1904 cả gia đình chuyển về Moskva, Pavel Antokolsky học ở trường trung học (gymnazia) và sau đó học luật ở Đại học Moskva nhưng không tốt nghiệp. Từ năm 1915 làm việc ở nhà hát, năm 1930 trở thành đạo diễn nhà hát và bắt đầu làm thơ. Năm 1920 làm quen với nhà thơ Valery Yakovlevich Bryusov và in một số bài thơ ở hợp tuyển Художественное слово. Năm 1922 xuất bản tập thơ đầu tiên Стихотворения. Những năm 1923 – 1928 ông đi thăm các nước Pháp, Đức, Thụy Điển và có ý định thành lập "nhà hát thi sĩ". Cuối những năm 1930 ông dịch nhiều nhà thơ Pháp, Gruzia, Ukraina, Azerbaizan, Armenia ra tiếng Nga. Pavel Antokolsky được đánh giá là có nhiều bản dịch thơ thành công và có những đóng góp quan trong cho trường phái thơ dịch của Liên Xô.
Những năm Thế chiến thứ hai ông làm phóng viên chiến trường. Năm 1942 đứa con trai duy nhất của ông hy sinh ngoài mặt trận, ông viết trường ca Сын (Con trai) được tặng Giải thưởng Stalin năm 1943. Ngoài sáng tác thơ, ông còn viết nhiều tập sách về những nhân vật lịch sử cũng như những danh nhân văn hóa của thế giới. Năm 1960 ông viết tập sách Сила Вьетнама (Sức mạnh của Việt Nam). Pavel Antokolsky trở thành tác gia cổ điển của văn học Nga thế kỷ 20. Ông mất ở Moskva năm 1978.

## Tác phẩm
- 1943 Поэма "Сын" (Con trai, 1946) trường ca
- 1954 Поэма "В переулке за Арбатом"
- 1958 Cборник стихов "Мастерская"
- 1960 Cборник "Сила Вьетнама. Путевой журнал" (Sức mạnh của Việt Nam)
- 1962 Cборник "Высокое напряжение"
- 1964 Cборник "Четвёртое измерение"
- 1969 Cборник "О Пушкине"
- Cборник статей "Пути поэтов" (1965)